# Eumops hansae
Eumops hansae is een zoogdier uit de familie van de bulvleermuizen (Molossidae). De wetenschappelijke naam van de soort werd voor het eerst geldig gepubliceerd door Sanborn in 1932.